# Цукунфт
«Цукунфт» (идиш צוקונפֿט‎, пол. Cukunft, «Будущность»; после 1922 года — Союз молодёжи «Цукунфт», идиш יוגנט-בונד "צוקונפט"‎, пол. Związek Młodzieży „Cukunft“) — молодёжное еврейское рабочее движение левого политического толка, крыло еврейской социалистической партии Бунд. «Цукунфт» возглавлялся преимущественно подростками. Первые зачатки движения возникли в 1909—1911 годах в Варшаве, Царство Польское; полностью же организация была сформирована только в 1916 году с принятием официальной резолюции об автономии под покровительством Бунда. В 1922 году «Цукунфт» официально сменил название на Союз молодёжи «Цукунфт».
Официальным печатным органом организации была газета «Югнт Векер» (пол. Jugnt Weker, «Пробудитель молодёжи»).

## История
Первые зачатки молодёжного рабочего движения «Цукунфт» зародились ещё во времена Российской империи. Первоначально в 1909—1911 годах в Варшаве возникла подпольная молодёжная группа, бо́льшая часть участников которой симпатизировала идеям партии Социал-демократия Королевства Польского и Литвы. В отличие от большей части политических организаций в независимой Польше 1920-х годов, в том или ином виде связанных с партией Бунд, группа была одной из немногих организаций, возникших не как одно из ответвлений или последователей собственно Бунда. В 1911 году группа объединилась с другой варшавской подпольной социалистической группой, состоящей преимущественно из евреев рабочих и студентов и симпатизирующей уже Бунду.
В 1916 году новая группа, назвавшаяся Социал-демократической молодёжной организацией «Цукунфт», совокупно принимает резолюцию, которой признаёт себя «автономной организацией, подчиняющейся партии Бунд». В последующие годы, во время и после окончания Первой мировой войны «Цукунфт» прилагал все усилия для того, чтобы организация как можно активнее распространяла своё влияние по всей независимой Польше. В первой половине 1920-х годов, во время Советско-польской войны организация вела активную антивоенную агитацию. По этой причине Правительство Польши начало политическое преследование «Цукунфт»: происходили аресты членов организации, некоторое количество местных филиалов организации было вынуждено прекратить работу. После окончания войны работа организации была частично восстановлена.
В 1920 году «Цукунфт», следуя примеру Бунда, который решил вступить в Коминтерн, планирует вступить в Коммунистический интернационал молодёжи (КИМ), однако на II конгрессе Коминтерна принимаются новые условия приёма, под которые «Цукунфт» не подпадает. Летом того же года прокоминтерновски настроенная часть организации решает её покинуть для того, чтобы образовать новое движение, Комцукунфт (Коммунистическая организация молодёжи «Цукунфт»), которая уже сможет присоединиться к КИМ тем же летом. Через некоторое время «Цукунфт» начинает сближаться с Интернационалом социалистической молодёжи. Вследствие раскола «Цукунфта» и Комцукунфта в молодёжных организациях Бунда начинается политический кризис: одна часть участников покидает организации Бунда, другая часть либо переходит из «Цукунфта» в Комцукунфт, либо уходит из политики вообще. В 1924 году у «Цукунфта» имеются 70 местных групп, продолжающих активную политическую деятельность.

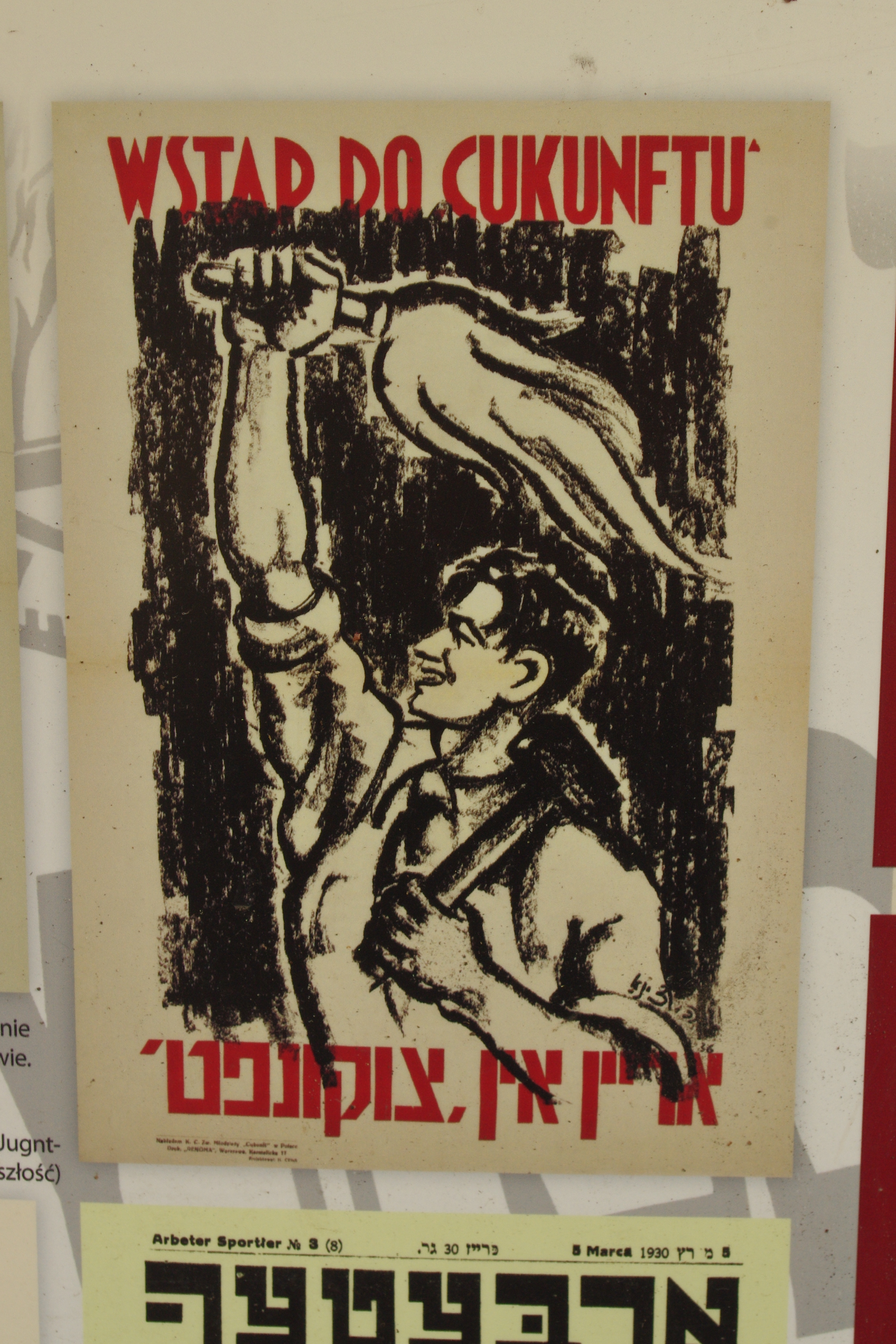
Плакат с лозунгом на польском языке и идише, призывающим вступать в «Цукунфт»

### Вторая мировая война
Накануне Второй мировой войны в «Цукунфте» числилось до 15 тыс. членов. «Цукунфт» принимал активное участие в восстании в варшавском гетто в 1943 году в составе Еврейской боевой организации.